# نیکولا فربرادر
نیکولا فربرادر (انگلیسی: Nicola Fairbrother؛ زادهٔ ۱۴ مهٔ ۱۹۷۰) جودوکار اهل بریتانیا بود.
وی در مسابقات کشوری و بین‌المللی در مجموع برندهٔ ۱ مدال طلا، ۱ مدال نقره، ۱ مدال برنز شده‌است.